# Beloslav (obchtina)
Beloslav (bulgare : Белослав) est une obchtina de l'oblast de Varna en Bulgarie.